# Griffin Reinhart
Griffin Reinhart, född 24 januari 1994, är en kanadensisk professionell ishockeyspelare som spelar för Vegas Golden Knights i National Hockey League (NHL). Han har tidigare spelat på NHL-nivå för Edmonton Oilers, New York Islanders och på lägre nivå för Bakersfield Condors i AHL och Edmonton Oil Kings i Western Hockey League (WHL).
Han draftades i första rundan i 2012 års draft av New York Islanders som fjärde spelare totalt.
Reinhart är son till den före detta NHL-spelaren Paul Reinhart och bror till Max Reinhart (Nashville Predators) och Sam Reinhart (Buffalo Sabres).
21 juni 2017 draftades Reinhart av Vegas Golden Knights i expansionsdraften.

## Statistik
| 2008–2009  | Vancouver NW Giants     | BCMML      | 3   | 1  | 3  | 4   | 0   | 2  | 0 | 0  | 0  | 0  |
| 2009–2010  | Vancouver NW Giants     | BCMML      | 32  | 9  | 25 | 34  | 24  | 5  | 3 | 5  | 8  | 14 |
|            | Edmonton Oil Kings      | WHL        | 2   | 0  | 0  | 0   | 0   | —  | — | —  | —  | —  |
| 2010–2011  | Edmonton Oil Kings      | WHL        | 45  | 6  | 19 | 25  | 36  | 4  | 0 | 0  | 0  | 6  |
| 2011–2012  | Edmonton Oil Kings      | WHL        | 58  | 12 | 24 | 36  | 38  | 20 | 2 | 6  | 8  | 20 |
| 2012–2013  | Edmonton Oil Kings      | WHL        | 59  | 8  | 21 | 29  | 35  | 12 | 3 | 4  | 7  | 12 |
| 2013–2014  | Edmonton Oil Kings      | WHL        | 45  | 4  | 17 | 21  | 55  | 21 | 4 | 9  | 13 | 18 |
| 2014–2015  | New York Islanders      | NHL        | 8   | 0  | 1  | 1   | 6   | 1  | 0 | 0  | 0  | 0  |
|            | Bridgeport Sound Tigers | AHL        | 59  | 7  | 15 | 22  | 64  | —  | — | —  | —  | —  |
| 2015–2016  | Edmonton Oilers         | NHL        | 29  | 0  | 1  | 1   | 20  | —  | — | —  | —  | —  |
|            | Bakersfield Condors     | AHL        | 30  | 2  | 8  | 10  | 16  | —  | — | —  | —  | —  |
| 2016–2017  | Edmonton Oilers         | NHL        | —   | —  | —  | —   | —   | 1  | 0 | 1  | 1  | 0  |
|            | Bakersfield Condors     | AHL        | 54  | 7  | 14 | 21  | 42  | —  | — | —  | —  | —  |
| NHL totalt | NHL totalt              | NHL totalt | 37  | 0  | 2  | 2   | 26  | 2  | 0 | 1  | 1  | 0  |
| AHL totalt | AHL totalt              | AHL totalt | 143 | 16 | 37 | 53  | 122 | —  | — | —  | —  | —  |
| WHL totalt | WHL totalt              | WHL totalt | 209 | 30 | 81 | 111 | 164 | 57 | 9 | 19 | 28 | 56 |